# Thomas Doyle (Geistlicher)
Thomas P. Doyle (* 3. August 1944 in Sheboygan, Wisconsin) ist ein amerikanischer dominikanischer Priester und Kirchenrechtler, der durch sein Engagement für die Opfer sexuellen Missbrauchs durch katholische Priester bekannt wurde.

## Leben
Doyle wurde als Patrick Michael Doyle getauft und nahm den Ordensnamen Thomas an, als er im August 1964 sein Noviziat begann. 1965 legte er das einfache und im August 1968 das ewige Gelübde ab. 1970 wurde er zum Priester geweiht.
Doyle studierte Philosophie und Theologie am Aquinas Institute of Philosophy, River Forest IL bzw. am Aquinas Institute of Theology, Dubuque IA, Politikwissenschaft an der University of Wisconsin sowie Kanonisches Recht an der Päpstlichen Universität Gregoriana, an der Katholischen Universität von Amerika, an der University of Ottawa und an der St. Paul’s University in Ottawa.
Von 1981 bis 1986 arbeitete Doyle an der Apostolischen Nuntiatur in Washington, D.C.
Seit 1986 arbeitete er an verschiedenen Orten im militärgeistlichen Dienst der US-Streitkräfte.

## Schriften (Auswahl)
- Meeting the Problem of Sexual Abuse Among the Clergy in a Responsible Way (mit Michael Peterson, F. Ray Mouton).
- The Code of Canon Law: A Commentary. Catholic Home Study Institute, Leesburg VA 1988.
- (mit Richard Sipe und Patrick Wall): Sex, Priests and Secret Codes. The Catholic Church’s 2000-Year Paper Trail of Sexual Abuse. Bonus Books, Los Angeles 2006, ISBN 1-56625-265-2
- Clericalism and Catholic Clergy Sexual Abuse. In: Mary Gail Frawley-O’Dea, Virginia Goldner (Hrsg.): Predatory Priests: Silenced Victims. Analytic Press, Mawah NJ [u. a.] 2007, S. 147–162

Zahlreiche Aufsätze in Fachzeitschriften.